# Lamprohiza mulsanti
O pirilampo pequeno de lunetas (Lamprohiza mulsanti) é uma espécie de insetos coleópteros polífagos pertencente à família Lampyridae.
Trata-se de uma espécie presente no território português.